# 潞城镇 (北京市)
潞城镇，是中华人民共和国北京市通州區下辖的一个镇。

## 历史
潞城镇从西汉一直延续至隋唐之前，即两汉、魏晋和北朝时期，为路县。
2001年11月13日，甘棠镇和胡各庄镇合并设立潞城镇。2018年5月，包括北京城市副中心行政办公区所在地的潞城镇西北部区域析置出潞源街道，荔景园、水仙园、紫荆园、东杨庄、魏庄、霍屯、杨坨村区域划归通运街道。2020年，孙各庄村由潞城镇划归潞邑街道。

## 行政区划
潞城镇下辖以下地区：
胡各庄村、魏庄村、东杨庄村、霍屯村、古城村、杨坨村、郝家府村、辛安屯村、孙各庄村、后屯村、常屯村、召里村、堡辛村、大台村、前北营村、后北营村、大营村、留庄村、东夏园村、庙上村、东小营村、西堡村、东堡村、七级村、黎辛庄村、南刘各庄村、八各庄村、侉店村、后榆村、前榆林庄村、贾后疃村、东前营村、前疃村、卜落垡村、东刘庄村、大甘棠村、小甘棠村、岔道村、凌家庙村、武疃村、李疃村、燕山营村、兴各庄村、肖庄村、大豆各庄村、小豆各庄村、武窑村、夏店村、崔家楼村、大东各庄村、小东各庄村、谢楼村、康各庄村和太子府村。

## 轨道交通
北京地铁6号线潞城站与潞阳站位于潞城镇境内。

## 考古
路县故城遗址：位于潞城镇西北部、城市副中心行政办公区北部，此遗址以路县城址为核心、由城址本体（城墙、城壕及其围合区域）、城郊遗址区和城外墓葬区等构成。